# Ione (Washington)
Ione est une ville du comté de Pend Oreille dans l'état de Washington.
En 2010, sa population était de 447 habitants.
Ione a été fondé en 1894, et incorporé en 1910.